# Алькала (футбольный клуб, Алькала-де-Гвадаира)
«Алькала» (исп. CD Alcalá) — испанский футбольный клуб из города Алькала-де-Гвадаира, в провинции Севилья в автономном сообществе Андалусия. Клуб основан в 1945 году, домашние матчи проводит на стадионе «Сьюдад де Алькала», вмещающем 2 800 зрителей. В Примере и Сегунде команда никогда не выступала, лучшим результатом является 8-е место в Сегунда B в сезоне 2005/06.

## Сезоны по дивизионам
- Сегунда B — 5 сезонов
- Терсера — 18 сезонов
- Региональные лиги — 48 сезонов

## Достижения
- Терсера
  - Победитель (2): 2003/04, 2009/10